# Brühwurst

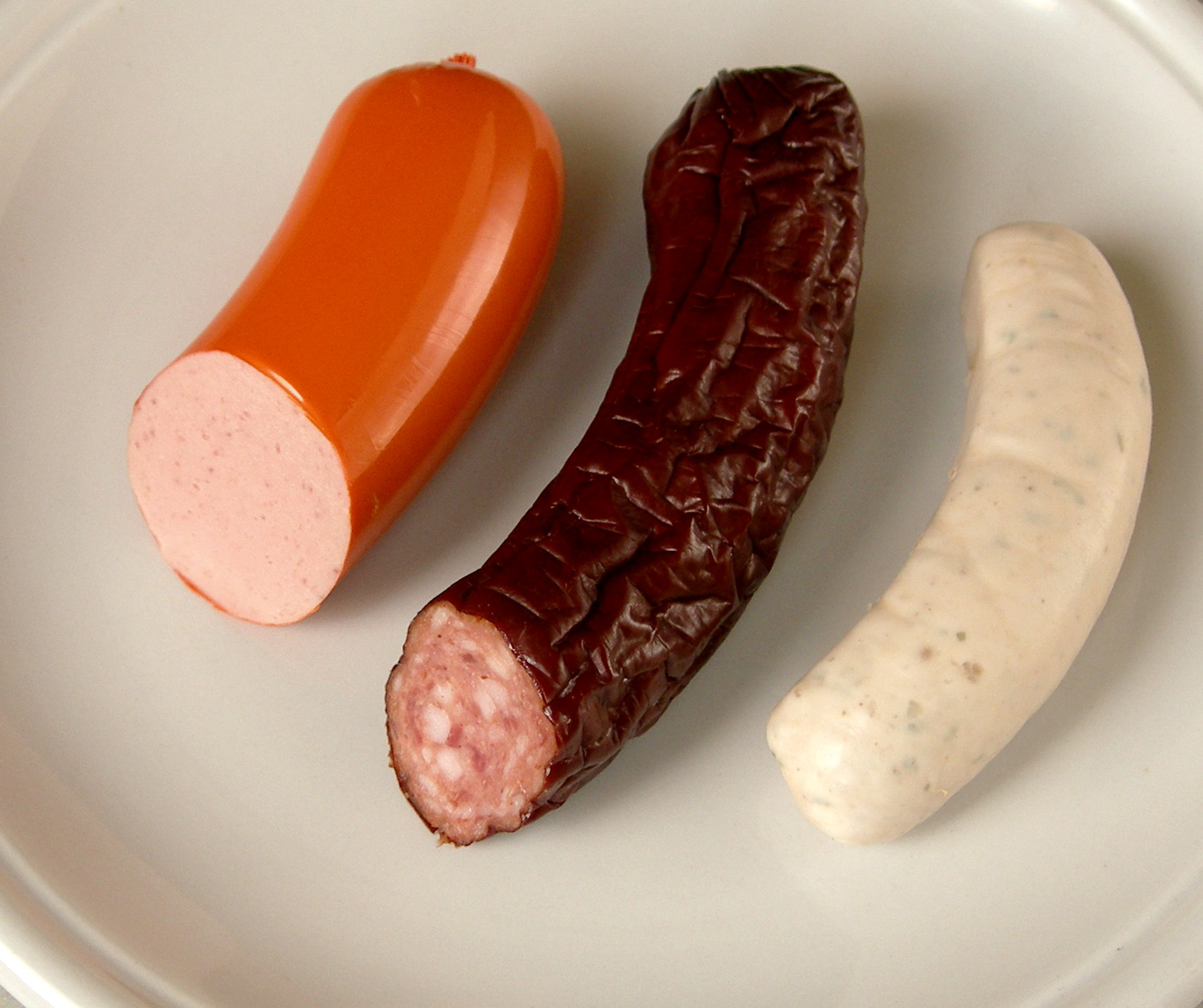
Fleischwurst (Lyoner) im Kunstdarm,
heißgeräucherte und getrocknete Dauerwurst aus Österreich im Kunstdarm,
Weißwurst im Naturdarm.

Brühwurst ist die Sammelbezeichnung für Wurstarten, bei deren Herstellung rohes Fleisch zunächst mit Wasser- oder Eiszugabe (Flockeneis) ganz oder teilweise aufgeschlossen wird und anschließend durch eine Hitzebehandlung (Brühen, Braten, Backen oder auf andere Weise) das Muskeleiweiß ganz oder teilweise gerinnt. Hierdurch entsteht eine feste Struktur, welche die Wurst schnittfest macht. Die Brühwurst unterscheidet sich daher von einer Rohwurst, bei der das Wurstbrät nicht durch Hitzeeinwirkung zum Gerinnen gebracht wird, und auch von der Kochwurst, bei welcher der größte Teil des Bräts bereits vor der Verwurstung gegart wird. Zu den Brühwürsten gehören Wiener und Frankfurter Würstchen, alle Arten von Fleischwurst mit oder ohne Einlage wie Mortadella, Jagdwurst, Bierwurst und Lyoner sowie Leberkäse. Brühwürste enthalten etwa 50 % mageres Fleisch, 25 % Speck und 25 % Wasser.
Zur Herstellung werden mageres Fleisch und Speck zuerst im Fleischwolf zerkleinert und bei den meisten Sorten anschließend gekuttert. Dabei muss die Wurstmasse (Brät) stets gut gekühlt sein, um nicht vorzeitig zu gerinnen. Dazu dient eine Zugabe von Flockeneis. Durch 1,5 bis 2 % Kochsalz oder Nitritpökelsalz werden die Proteine teilweise gelöst und quellen, gleichzeitig wird ein konservierender Effekt erzielt. Neben Gewürzen werden meist noch Kutterhilfsmittel zugegeben. Nach dem Kuttern folgt das Abfüllen in Därme, gegebenenfalls das Heißräuchern, und der namensgebende Schritt – das Brühen. Die Würste werden dabei auf eine Kerntemperatur von ca. 68 °C erhitzt, bei der die Proteine der Muskelfasern unter Gelbildung gerinnen.
Die Konsistenz einer Brühwurst ist abhängig vom Wasserbindungsvermögen des Fleisches. Dieses ist unmittelbar nach der Schlachtung besonders hoch, so dass Brühwürste traditionell aus „noch schlachtwarmem“ Fleisch hergestellt wurden. Heute verwendet man zur Herstellung überwiegend ausgekühltes oder gereiftes Fleisch, das aufgrund seines niedrigeren pH-Wertes weniger Wasser binden kann, was die Zugabe von Kutterhilfsmitteln erforderlich macht. Daneben stellen die Fettstabilisierung und die Strukturbildung (Gelbildung) entscheidende Faktoren bei der Brühwurstherstellung dar.
Brühwürste können gemäß den deutschen Leitsätzen für Fleisch und Fleischerzeugnisse grob in vier Gruppen unterteilt werden:
- Brühwürstchen (Wiener Würstchen, Debrecziner, Bockwurst)
- Brühwurst, fein zerkleinert (Lyoner, Weißwurst, Leberkäse, Burenwurst, Adrio)
- Grobe Brühwurst (Jagdwurst, Krainer Wurst, Bierwurst, Krakauer)
- Brühwurst mit Einlagen (Käsekrainer, Bierschinken)

Brühwursthalbfabrikate sind Würste, die roh in den Verkehr gebracht werden, aber dazu bestimmt sind, vor dem Verzehr durch Brühen, Backen, Braten oder auf andere Weise hitzebehandelt zu werden. Dazu gehören frische Bratwurst und roher Leberkäse zum Selbstbacken.

## Rohstoffe
Die Anforderungen an die Rohstoffe weichen von denen für Roh- und Kochwürste produktionsbedingt ab. Auch sind erwünschte Eigenschaften nur mit bestimmten Qualitätsstufen und Zusatzstoffen zu erzielen. In Deutschland gilt allgemein:
- Rindfleisch

Es wird helleres Fleisch von jungen und mageren Tieren verwendet. Dunkles Fleisch von älteren Tieren beeinträchtigt die erwünschte hellrosa Farbe des Wurstanschnitts.
- Schweinefleisch

Allgemein wird mageres Schweinefleisch für die Herstellung von Spitzen- und Mittelqualitäten verwendet. Bei Wurstsorten auf der Basis von Brät ist auch das Fleisch von Sauen und Altschneidern verwendbar, aber nicht für geschrotete Wurstmassen.
- Kalbfleisch

Die Verwendung ist auf wenige, meist weiße/ungerötete Wurstsorten beschränkt. Dabei werden meist Abschnitte von Frischfleisch verwendet, die für den Frischfleischverkauf ungeeignet sind.
- Speck

und Speckabschnitte sollen möglichst frisch, kernig (hoher Schmelzwert) und zäh sein. Speck mit niedrigem Schmelzpunkt wird als schmierig bezeichnet und beginnt bei der produktionsbedingten Reibungswärme, sich zu verflüssigen. Um diesen unerwünschten Effekt zu vermeiden, ist die erhöhte Beigabe von Flockeneis nötig. Als Folge entsteht ein Fettrand als Produktionsfehler der Wurst. Neben frischem Speck wird auch gesalzener Speck verwendet. Für Einfachqualitäten wird ein höherer Teil an Schwarte mitverarbeitet, bei höheren Stufen wird die Schwarte vor der Produktion vom Speck entfernt.
- Wasser

Der Anteil ist auf max. 20 % des Fertiggewichts beschränkt. Dabei wird die zugegebene Menge an Eisschnee genauso wie anderer Flüssigkeiten (Wein, Spirituosen, Flüssigwürzen) eingerechnet.
- Gewürze

Es wird zwar häufig die Verwendung von entkeimten Gewürzen empfohlen, durch die typischen Gar- und Räucherprozesse bei der Herstellung ist diese Eigenschaft für die Herstellung nicht maßgeblich. Die Verwendung naturbelassener Gewürze wird empfohlen.
- Kutterhilfsmittel

Bei der Verarbeitung von Kaltfleisch ist die Zugabe nötig, da die Bindeeigenschaften von schlachtwarmen Fleisch nicht mehr aktiv sind. Es werden Natrium- und Kaliumverbindungen der Genusssäuren (Essigsäure, Milchsäure, Weinsäure oder Zitronensäure) sowie die Verbindungen der Diphosphorsäure verwendet. Wegen der Eigenschaften wird Letztere meist bevorzugt eingesetzt.
- Citrate

erhöhen die Wasserbindefähigkeit des Fleisches, ohne einen salzigen Geschmack zu besitzen. Der Einsatz von 0,3 % (maximal zulässig) erzielt den gleichen Bindeeffekt wie die Zugabe von 5 % Speisesalz auf die Fleisch- und Fettmenge gesehen.
- Phosphate

werden dem Fleisch zur Bindung am Anfang des Produktionsprozesses beigefügt.
- Ascorbinsäurepräparate

sind als Mittel der Schnellrötung im Einsatz. Sie dienen außerdem der Farbstabilisierung.
- Farbstoffe und andere Konservierungsmittel

als Salz werden in der handwerklichen Wurstproduktion allgemein nicht verwendet. Das generelle Verbot der Verwendung besteht nicht mehr, die Stoffe sind jedoch deklarierungspflichtig.
- Wursthüllen

sind meist Natur- oder Kunstdärme.
Unter bestimmten Voraussetzungen sind auch andere Zutaten erlaubt:
- Milch, Sahneerzeugnisse
- Brötchen, Grütze
- Oliven, Speisepilze, Gurken, Rosinen